# Siergiej Puzikow
Siergiej Timofiejewicz Puzikow (ros. Серге́й Тимофе́евич Пу́зиков, ur. 1916 w chutorze Priszyb w Obwodzie Wojska Dońskiego, zm. 18 października 1962 w Lipiecku) – radziecki polityk.

## Życiorys
W 1935 ukończył technikum pedagogiczne i został nauczycielem, był także redaktorem rejonowej gazety, 1939 został członkiem WKP(b). Do 1944 szef wydziału politycznego stanicy maszynowo-traktorowej, 1944-1946 funkcjonariusz partyjny w obwodzie rostowskim, 1946-1949 słuchacz Wyższej Szkoły Partyjnej przy KC WKP(b), potem I sekretarz Azowskiego Komitetu Rejonowego WKP(b) w obwodzie rostowskim. Do stycznia 1954 kierownik wydziału Komitetu Obwodowego KPZR w Rostowie nad Donem, od stycznia 1954 do lipca 1960 II sekretarz Komitetu Obwodowego KPZR w Rostowie nad Donem, od lipca do grudnia 1960 przewodniczący Komitetu Wykonawczego Rostowskiej Rady Obwodowej. Od 21 listopada 1960 do końca życia I sekretarz Komitetu Obwodowego KPZR w Lipiecku, od 31 października 1961 do 18 października 1962 zastępca członka KC KPZR. Deputowany do Rady Najwyższej ZSRR 6 kadencji.